# Over Your Head
Over Your Head è un singolo dei rapper statunitensi Future e Lil Uzi Vert, pubblicato il 31 luglio 2020 come primo estratto dell'edizione deluxe del primo album in studio collaborativo Pluto x Baby Pluto.

## Composizione
Over Your Head racconta le difficoltà di Future e Lil Uzi Vert con le ragazze. Facendo riferimento a diamanti costosi, orologi e auto, i due si vantano a turno con le ragazze che scelgono di lasciarli di poter passare a un'altra ragazza quando vogliono.
Il brano è stato rivelato per la prima volta poche ore prima della sua pubblicazione, con una promozione anticipata e accidentale attraverso le piattaforme di streaming. Il brano è stato pubblicato contemporaneamente a Patek nel giorno del 26° compleanno di Uzi e segna le prime due uscite del prossimo progetto collaborativo di Future e Lil Uzi Vert.

## Video musicale
Il video musicale del brano è stato pubblicato il 17 novembre 2020, lo stesso giorno dell'uscita della versione deluxe dell'album. Il video presenta una strumentale rielaborata prodotta da D. Hill (che ha prodotto esclusivamente il beat originale) insieme a TM88 e DJ Moon.

## Classifiche

### Classifiche settimanali
| Classifica (2020) | Posizione massima |
| ----------------- | ----------------- |
| Canada            | 91                |